# Архиепархия Мадраса и Мелапора
Архиепархия Мадраса и Мелапора (лат. Archidioecesis Madraspolitana et Meliaporensis) — архиепархия Римско-Католической церкви c центром в городе Мадрас, Индия. В митрополию Мадраса и Мелапора входят епархии Веллуру, Коимбатура, Утакамунда, Чинглепета. Кафедральным собором архиепархии Мадраса и Мелапора является церковь святого Фомы. В городском районе Мадраса Джорджтаун (бывший Форт Святого Георгия) находится сокафедральный собор Пресвятой Девы Марии.

## История

### Епархия Сан-Томе Мелапора
9 января 1606 года Святой Престол учредил епархию Сан-Томе Мелапора, выделив её из епархии Кочина. В этот же день епархия Нагпура вошла в митрополию Гоа (сегодня — Архиепархия Гоа и Дамана).
С 1638 по 1691 год во время политики Padroado, когда были спорные отношения между Португалией и Святым Престолом по поводу колонизации новых земель, епископов епархии Сан-Томе Мелапора назначал король Португалии. Эти епископы не получали признания со стороны Святого Престола.
В 1642 году и 18 апреля 1834 года епархия Сан-Томе Мелапора передала часть своей территории апостольским викариатам Форта Святого Георгия и Бенгалии (сегодня — Архиепархия Калькутты).
В 1836 году епархия Сан-Томе Мелапора передала часть своей территории миссии Sui iuris Мадуры (сегодня — Епархия Тируччираппалли).
24 апреля 1838 года Римский папа Григорий XVI издал бреве Multa praeclare, которым упразднил епархию Сан-Томе Мелапора и её территорию передал апостольскму викариату Мадраса.
1 сентября 1886 года Римский папа Лев XIII издал буллу Humanae salutis, которой восстановил епархию Сан-Томе Мелапора.

### Апостольский викариат Мадраса
3 июля 1832 года Римский папа Григорий XVI выпустил бреве Pastorale officium, которым переименовал апостольский викариат Форта Святого Георгия в апостольский викариат Мадраса.
В 1851 года апостольский викариат Мадраса передал часть своей территории для возведения нового апостольского викариата Хайдарабада (сегодня — Архиепархия Хайдарабада).
1 сентября 1886 года Римский папа Лев XIII выпустил буллу Humanae salutis, которой возвёл апостольский викариат Мадраса в ранг архиепархии.
15 июня 1928 года и 3 июля 1928 года архиепархия Мадраса передала часть своей территории для возведения новых миссии Sui iuris Беллари (сегодня — Епархия Беллари) и епархии Неллора.

### Архиепархия Мадраса и Мелапора
11 апреля 1929 года после соглашения между Португалией и Святым Престолом были изменены границы епархии Сан-Томе Мелапора. Эти изменения были утверждены буллой Quae ad spirituale Римского папы Пия XI.
13 ноября 1952 года Римский папа Пий XII издал буллу Ex primaevae Ecclesiae, которой объединил епархию Сан-Томе Мелапора и архиепархию Мадраса в архиепархию Мадраса и Мелапора. Часть территории бывшей епархии Сан-Томе Мелапора перешла к епархии Епархия ТанджораТанджора. В этот же день архиепархия Мадраса и Мелапора передала часть своей территории для возведения новой епархии Веллуру.
19 июля 2002 года архиепархия Мадраса и Мелапора передала часть своей территории новой епархии Чинглепета.

## Ординарии архиепархии
- архиепископ Louis Mathias (13.11.1952 — 2.08.1965);
- архиепископ Anthony Rayappa Arulappa (1.02.1966 — 26.01.1987);
- архиепископ Casimir Gnanadickam (26.01.1987 — 10.11.1993);
- архиепископ James Masilamony Arul Das (11.05.1994 — 30.08.2004);
- архиепископ Malayappan Chinnappa (1.04.2005 — 21.11.2012);
- архиепископ George Antonysamy (21.11.2012 — по настоящее время).

## Источник
- Annuario Pontificio, Libreria Editrice Vaticana, Città del Vaticano, 2003, ISBN 88-209-7422-3
- Бреве Pastorale officium Архивная копия от 2 апреля 2015 на Wayback Machine, Bullarium pontificium Sacrae congregationis de propaganda fide, т. V, Romae 1841, стр. 85  (лат.)
- Бреве Ex debito pastoralis Архивная копия от 2 апреля 2015 на Wayback Machine, Bullarium pontificium Sacrae congregationis de propaganda fide, т. V, Romae 1841, стр. 107  (лат.)
- Бреве Multa praeclare Архивная копия от 2 апреля 2015 на Wayback Machine, Bullarium pontificium Sacrae congregationis de propaganda fide, т. V, Romae 1841, стр. 164  (лат.)
- Булла Quae ad spirituale Архивная копия от 27 марта 2010 на Wayback Machine, AAS 22 (1930), стр. 121  (лат.)
- Булла Ex primaevae Ecclesiae Архивная копия от 27 марта 2010 на Wayback Machine, AAS 45 (1953), стр. 214  (лат.)